# 陸州
陆州，唐朝时设置的州。
武德五年（622年）以宁越郡之安海县、玉山县置玉山州。贞观二年（628年）废玉山州，县隶钦州。上元二年（675年）复置，更名陆州。天宝、至德年间改名玉山郡。治所在乌雷县（今广西壮族自治区钦州市乌雷山）。土贡：银、玳瑁、裛皮、翠羽、甲香。四百九十四户，二千六百七十四口。下辖三县：乌雷县、华清县（本玉山县，天宝中更名华清）、宁海县（本安海县。武德四年又置海平县，贞观十二年省。至德二载更名宁海）。包括新安州（今越南先安）。唐朝末年，陆州属于静海节度使。
陆州刺史
- 葛维（824年）